# Großer Kremlpalast

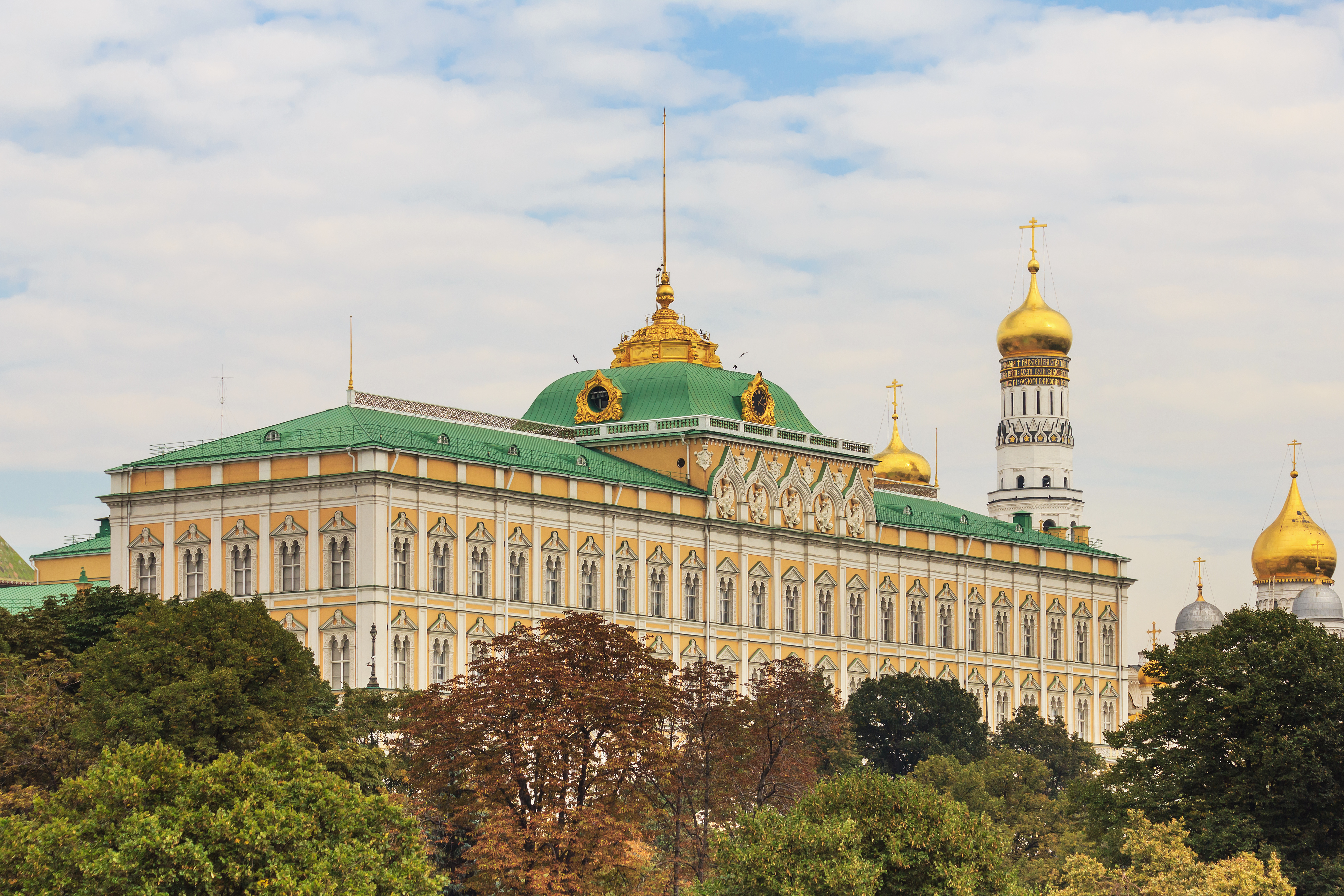
Blick von der Großen Steinernen Brücke auf den Kremlpalast

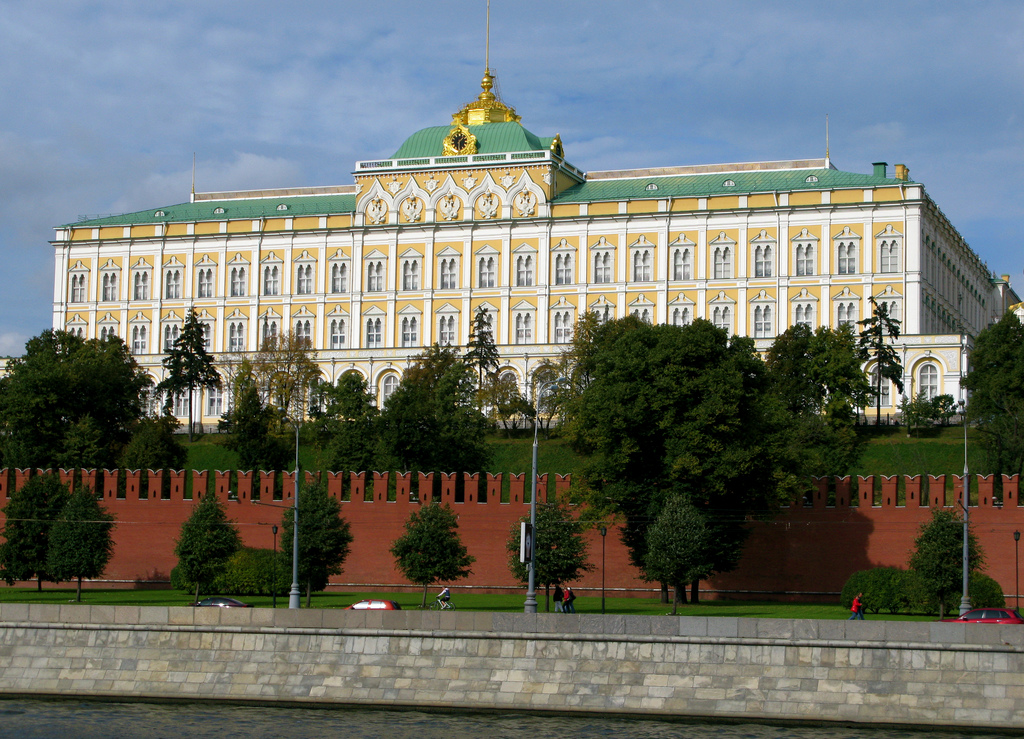
Blick vom gegenüberliegenden Ufer der Moskwa

Der Große Kremlpalast (russisch Большой Кремлёвский дворец, transkribiert: Bolschoi Kremljowski dworez) im Herzen der russischen Hauptstadt Moskau stellt einen wichtigen Teil des architektonischen Ensembles des Moskauer Kremls dar. Er setzt sich aus mehreren Bauwerken verschiedener Stile zusammen, die vom 15. bis zum 19. Jahrhundert entstanden. Der zentrale Teil des Palastkomplexes entstand in den Jahren 1838–1849 nach einem Entwurf Konstantin Thons und diente ursprünglich als Moskauer Hauptresidenz des Zaren und seiner Familie. Heute gehört der Große Kremlpalast zum Dienstgebäudekomplex des Präsidenten Russlands.

## Allgemeine Beschreibung
Da das aus dem 19. Jahrhundert stammende zentrale Gebäude des Kremlpalastes bei dessen Errichtung an die vorher bereits bestehenden Gebäude des Terem-Palastes, des Facettenpalastes und der Goldenen Zarinnenkammer angebaut wurde, werden diese ebenfalls zum Komplex des Großen Kremlpalastes gezählt. Nicht unmittelbar an den Palast angebaut, jedoch mit ihm durch geschlossene Übergänge verbunden, sind darüber hinaus das benachbarte Gebäude der Rüstkammer und die Mariä-Verkündigungs-Kathedrale.

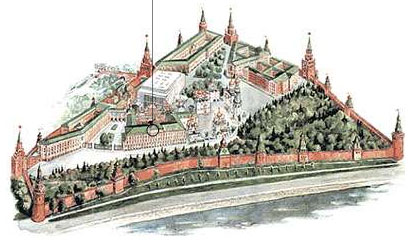
Der Große Kremlpalast auf dem Geländeplan des Kremls

Im Ensemble des Moskauer Kremls nimmt der Große Kremlpalast, mit einer Fassadenlänge des zentralen Gebäudes von 125 Metern und einer Höhe bis zur Kuppel von 44 Metern, eine führende Stellung ein. Das Gebäude befindet sich im südlichen Teil des Kremlgeländes, nahe dem Abhang zum Moskwa-Ufer hin, und ist daher besonders gut von der Moskwa bzw. deren gegenüberliegendem Ufer aus zu sehen. Auch von der Großen Steinernen Brücke aus eröffnet sich eine repräsentative Aussicht auf den Kreml und den Großen Kremlpalast. Innerhalb des Kremlensembles befindet sich der Große Kremlpalast zwischen der Kremlmauer im Süden, dem Gebäude der Rüstkammer im Westen, dem ehemaligen Kongresspalast (heute offiziell: Staatlicher Kremlpalast) im Norden und dem Kathedralenplatz (mit der Erzengel-Michael-, der Mariä-Entschlafens- und der Verkündigungskathedrale) im Osten.
Das zentrale Palastgebäude erscheint von außen her dreistöckig, verfügt jedoch im Inneren über nur zwei Ebenen, da die fünf Paradesäle im zweiten Stockwerk bei einer Deckenhöhe von bis zu 18 Metern jeweils zwei übereinander liegende Fensterreihen aufweisen. Die Anzahl der Räumlichkeiten im Inneren des Kremlpalastes beläuft sich auf rund 700 mit einer Gesamtfläche von 24.000 m². Werden auch die anliegenden Gebäude des Terem-Palastes, des Facettenpalastes und der Goldenen Zarinnenkammer mitgezählt, so ergibt sich eine Gesamtfläche der Räumlichkeiten von knapp 35.000 m².
Während der Palast im 19. Jahrhundert als Zarenresidenz und unter anderem für feierliche Empfänge der Zarenfamilie bei deren Moskauer Aufenthalten diente, ist er heute Bestandteil des zum UNESCO-Welterbe gehörenden Museumsensembles des Kremls, aber auch Teil der offiziellen Arbeitsresidenz des Präsidenten Russlands. Aus diesem Grund sind die Bauten (einschließlich des Terem- und des Facettenpalastes) grundsätzlich nicht öffentlich zugänglich; sie können aber im Rahmen einer Sonderführung für angemeldete Gruppen von innen besichtigt werden, die allerdings meist sehr teuer ist (je nach Gruppengröße etwa 850 bis 1000 Euro pro Besichtigungsrundgang).

## Geschichte des Palastkomplexes
Da sich der heutige Große Kremlpalast auf dem Gelände des Moskauer Kremls befindet, einer bereits seit dem 12. Jahrhundert bekannten ehemaligen Befestigungsanlage, standen an seiner Stelle noch weit vor dem 19. Jahrhundert repräsentative Bauwerke, darunter auch Wohngemächer der Großfürsten Moskowiens und Zaren Russlands.

### Vorgängerbauten bis zum 17. Jahrhundert

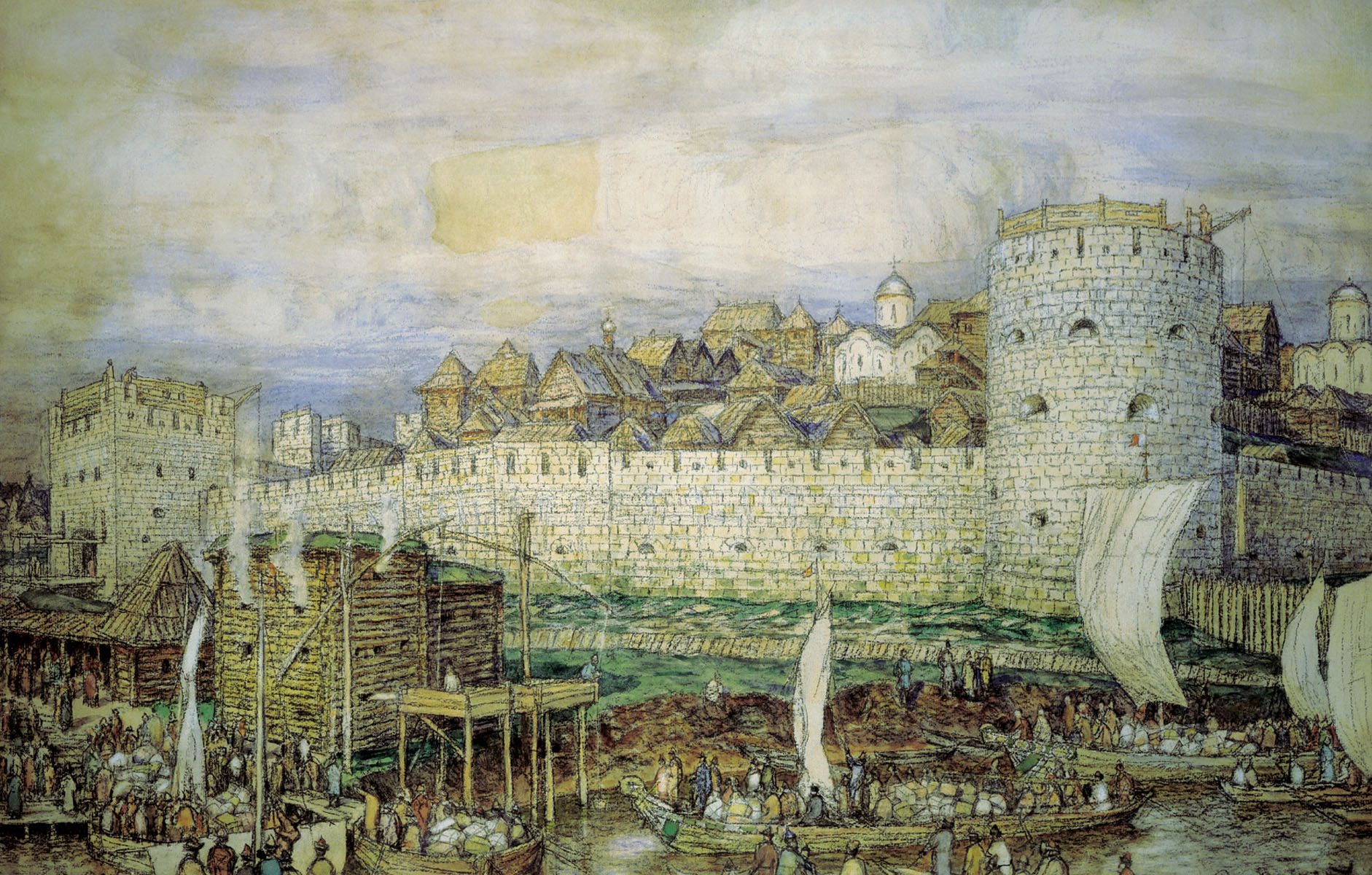
Der hölzerne Moskauer Kreml im 14. Jahrhundert. Eine Zeichnung von Apollinari Wasnezow

Die Beschreibungen der ersten Vorgängerbauten des heutigen Großen Kremlpalastes sind nicht überliefert; bekannt ist allerdings, dass ein erster Großfürstenpalast hier noch zu Zeiten Iwan Kalitas (frühes 14. Jahrhundert) stand. Dass die Residenzen der Herrscher über das Großfürstentum Moskau bzw. später das Zarentum Russland und das Russische Reich genau an dieser Stelle des Kremls standen, dürfte vor allem durch die äußerst repräsentative Lage des Grundstücks zu erklären sein: Das sich südlich hiervon erstreckende steile Ufer der Moskwa verlieh den Gebäuden, die damals vom Fluss aus weithin sichtbar waren, eine besondere Stellung unter allen Bauwerken der Festung.
Im frühen 15. Jahrhundert standen auf dem Grundstück unter anderem die Wohngemächer der Fürstin Sofia, Gattin des Großfürsten Wassili I. Letzterer ließ die Bauten um 1404 erweitern, wobei erstmals in der Moskauer Geschichte ein Haus mit Fassadenuhr entstand. Da nahezu alle nichtsakralen Gebäude Moskowiens damals aus Holz gebaut waren, stellten Feuersbrünste eine ständige Bedrohung dar. So gab es auch im Laufe des 15. Jahrhunderts im Kreml zahlreiche Großbrände, die dazu führten, dass die fürstlichen Gemächer teilweise oder ganz zerstört und nachher entweder wiederhergestellt oder neu errichtet wurden. Erst im Jahre 1487 entstand mit dem bis heute erhaltenen Facettenpalast eines der ersten steinernen Bauten des Kremls. Zugleich begann damit die Entstehung des heutigen Komplexes des Großen Kremlpalastes.
Nachdem im Jahre 1493 ein besonders verheerender Großbrand abermals einen Großteil des Kremls einschließlich der alten hölzernen Fürstengemächer verwüstete, begann die Errichtung des ersten steinernen Palastes, der den vor allem repräsentative Zwecke erfüllenden Facettenpalast als Hauptresidenz der Großfürsten ergänzen sollte. Mit der Ausführung der Arbeiten wurden Baumeister aus Italien beauftragt – ähnlich wie es auch beim Neubau der Mauern, der Türme und vieler anderer bis heute erhaltener Bauwerke des Kremls der Fall war. Speziell den Bau des Fürstenpalastes vertraute der damalige Großfürst Iwan III. „der Große“ dem Mailänder Baumeister Aloisio da Milano (in Russland damals als Alewis Frjasin bekannt) an. Die Errichtung begann 1499 und wurde 1508, somit erst nach dem Tod Iwan des III., vollendet. Im Gegensatz zu den früheren Holzbauten sollte der neue Palast von da an über 200 Jahre lang stehen. Im Laufe des 16. und des 17. Jahrhunderts wurde er mehrmals umgebaut und erweitert, wobei die bekannteste Erweiterung der 1636 fertiggestellte und bis heute erhaltene Terem-Palast darstellt.

### Vorgängerbauten vom 17. bis zum 19. Jahrhundert
Die Vorgängerbauten des Großen Kremlpalastes dienten den russischen Zaren noch bis Ende des 17. Jahrhunderts ganz oder teilweise als Residenz. Dies änderte sich um 1703 in der Herrschaftszeit Peter I. „des Großen“. Dieser gründete die neue russische Reichshauptstadt Sankt Petersburg und ließ den Zarensitz dorthin verlegen. Die alten Moskauer Gemächer wurden kaum noch ihrem ursprünglichen Zweck nach genutzt und verfielen mit der Zeit. Einige hölzerne Nebenbauten fielen einem erneuten Brand zum Opfer und wurden nicht wieder aufgebaut, der Rest des Palastkomplexes wurde unter anderem als Verwaltungsgebäude genutzt.

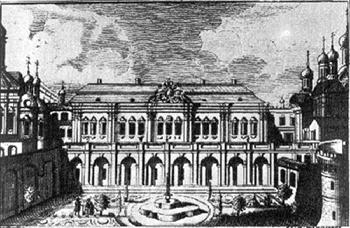
Rastrellis Palast in den 1760er-Jahren

1749 ließ Kaiserin Elisabeth einen Teil der alten Zarengemächer abtragen, um an ihrer Stelle einen repräsentativen Palast bauen zu lassen, der die neue Moskauer Hauptresidenz der russischen Kaiser werden sollte. Mit der Ausführung wurde der renommierte italienische Architekt Bartolomeo Francesco Rastrelli beauftragt. Das Gebäude wurde 1753 fertiggestellt und erhielt den Namen Winterpalast. Im gleichen Barock-Stil erbaute Rastrelli einige Jahre später auch den weitaus bekannteren Winterpalast in Sankt Petersburg, der von da an als Petersburger Kaiserresidenz diente. Im Krieg gegen Napoleon 1812 wurde der Moskauer Winterpalast zerstört und bis 1817 nach einem Entwurf des Baumeisters Wassili Stassow wiederhergestellt.
Ein Nachfolgebau für den zunehmend als veraltet angesehenen Palast Rastrellis wurde noch im späten 18. Jahrhundert unter Katharina II. „der Großen“ erwogen. Damals fertigten die beiden Architekten Wassili Baschenow und Matwei Kasakow ein Großprojekt für einen Palast an, der wesentlich größere Ausmaße annehmen sollte als das heutige Gebäude und dem mehrere alte Kremlbauten weichen sollten. Im Laufe der Zeit wurde das Projekt aber letztlich verworfen, nicht zuletzt aus finanziellen Gründen, aber auch weil das Vorhaben wegen seiner für den Kreml viel zu großen Ausmaße stark kritisiert wurde.

### Die neue Zarenresidenz des 19. Jahrhunderts
Erst Zar Nikolaus I. ließ in den 1830er-Jahren Rastrellis Palast abtragen, um an seiner Stelle eine neue Moskauer Zarenresidenz in einem dem Klassizismus angenäherten Stil errichten zu lassen, der im damaligen Russland als zeitgemäß galt. Der Entwurf des neuen Palastes stammte von Konstantin Thon, der für eine Reihe bekannter Moskauer Bauwerke des 19. Jahrhunderts (darunter die Christ-Erlöser-Kathedrale und das Empfangsgebäude des Nikolai-Bahnhofs) bekannt ist.
Die Bauarbeiten am zentralen Palastgebäude dauerten von Juni 1838 bis April 1849 und die Gesamtkosten des Projektes betrugen rund 12 Millionen Rubel. Im Ergebnis entstand der im Wesentlichen heute noch bestehende Komplex des Großen Kremlpalastes, der neben dem 1838–49 errichteten zentralen Palastgebäude die wesentlich älteren Nebenbauten des Facettenpalastes, des Terem-Palastes und der Goldenen Zarinnenkammer beinhaltet. Dabei wurden die beiden letzteren Gebäude nahezu vollständig vom dominierenden zentralen Teil umschlossen, so dass sie seitdem von außen kaum noch sichtbar sind. Dies sowie die Tatsache, dass der neue klassizistisch geprägte Prachtbau architektonisch einen deutlichen Kontrast zum bestehenden Ensemble des Kremls aufwies, das von altrussischer Baukunst der frühen Neuzeit dominiert wurde, brachte Konstantin Thon vielfach scharfe Kritik ein. In einem Moskau-Reiseführer von 1917 wurde das von seinen Ausmaßen her auffallend groß geratene Gebäude gar als Kaserne verschmäht.
Von seiner Fertigstellung bis zum Sturz des Zaren stellte der Große Kremlpalast einschließlich seiner älteren Anbauten die Residenz der russischen Monarchen in der damals zweitgrößten Stadt des Reiches dar. Hier wohnten Zaren samt Familie und Gefolge bei ihren Aufenthalten in Moskau, zudem wurden hier wichtige staatliche Zeremonien durchgeführt, beispielsweise Empfänge hoher ausländischer Staatsgäste oder Feierlichkeiten zur Zarenkrönung. Daneben war der Palast an Nichtfeiertagen auch für öffentliche Exkursionen zugänglich.

### 20. Jahrhundert und Gegenwart
Nach dem Sturz der Monarchie in Russland und der Oktoberrevolution im Jahr 1917 verloren die Gebäude des Großen Kremlpalastes ihre Funktion als Zarenresidenz. Gleichzeitig zog die neue Staatsmacht von Sankt Petersburg wieder nach Moskau, und der Kreml wurde damit wieder zum Standort der wichtigsten staatlichen Behörden. Wie viele andere Kremlgebäude wurde daher auch der ehemalige Palast der Zaren nunmehr für Verwaltungszwecke genutzt: Ab den 1930er Jahren wurden dort unter anderem Tagungen des Obersten Rates der UdSSR und der Russischen SFSR, Kongresse der Komintern sowie vor dem Bau des Kreml-Kongresspalastes 1961 auch Parteitage der KPdSU durchgeführt. Außerdem dienten die fünf Festsäle des zentralen Palastes für feierliche Veranstaltungen wie beispielsweise für die Ehrung der Helden der Sowjetunion. Auch in der Architektur des Palastes wurden in der Sowjetzeit einige Veränderungen vorgenommen: Zwei Festsäle wurden 1934 zu einem großen Sitzungssaal umgebaut, in dem von da an die größeren Tagungen stattfanden, und die Fassaden zierten nunmehr die sowjetischen Staatssymbole anstatt des Doppeladlers des Zarenreiches.
Nach dem Ende der Sowjetunion 1991 ging der Palastkomplex in die Verwaltung des Präsidenten Russlands über und ist bis heute offiziell Teil der Diensträumlichkeiten des Präsidenten. Die während der Sowjetzeit vorgenommenen Umbauten wurden im Zuge einer aufwändigen Sanierung des Gebäudekomplexes in den Jahren 1994 bis 1999 rückgängig gemacht, so dass die heutige Innenausstattung des Palastes zu einem großen Teil wieder dem Originalzustand des 19. Jahrhunderts entspricht. Nach wie vor werden die großen Empfangssäle im zweiten Stock des zentralen Palastgebäudes für feierliche Staatsakte genutzt, so beispielsweise für die Amtseinführung des Präsidenten.

## Die Palastgebäude
Betrachtet man den Komplex des Großen Kremlpalastes im Ganzen, handelt es sich dabei um eine Zusammenstellung mehrerer Bauwerke aus verschiedenen Epochen, die sich auch in ihrem Stil stark unterscheiden. Anzumerken ist jedoch, dass auch das aus dem 19. Jahrhundert stammende zentrale Gebäude an einzelnen Stellen gewisse Ähnlichkeiten mit dem Terem-Palast aufweist – eine Absicht Konstantin Thons, der sein Werk möglichst harmonisch in das bestehende Ensemble integrieren wollte.

### Das zentrale Palastgebäude

#### Äußere Architektur
Der 1838–49 errichtete zentrale Zarenpalast nimmt die repräsentative Rolle für alle Gebäude des Palastkomplexes ein. Von außen betrachtet erscheint sein Aufbau relativ simpel: Die langgezogene Hauptfassade, die zur Moskwa hin gewandt ist, wird im mittleren Teil von einer Kuppelkonstruktion gekrönt, in deren Mitte sich eine Uhr mit vier vergoldeten Seitenzifferblättern befindet. Abgeschlossen wird die Kuppel von einem ebenfalls vergoldeten Flaggenmast, an dem seit den frühen 1990er-Jahren die russische Nationalflagge (zuvor: Flagge der Sowjetunion) angebracht ist. Das zweistöckige Palastgebäude weist drei übereinanderliegende Fensterreihen auf, wobei der untere Teil der Fassade geringfügig breiter ist als die beiden oberen und auch einige Meter nach vorne hinausragt, so dass sich unmittelbar darüber an der gesamten Fassade entlang eine offene Galerie erstreckt. Insgesamt ähnelt das eher monoton wirkende Gebäude an seiner Hauptfassade weniger einem prunkvollen Zarensitz, sondern vielmehr einem typischen Verwaltungsgebäude im Russischen Reich des 19. Jahrhunderts – vor allem diese Eigenschaft war es, die Konstantin Thon seinerzeit ins Kreuzfeuer der Kritik brachte.

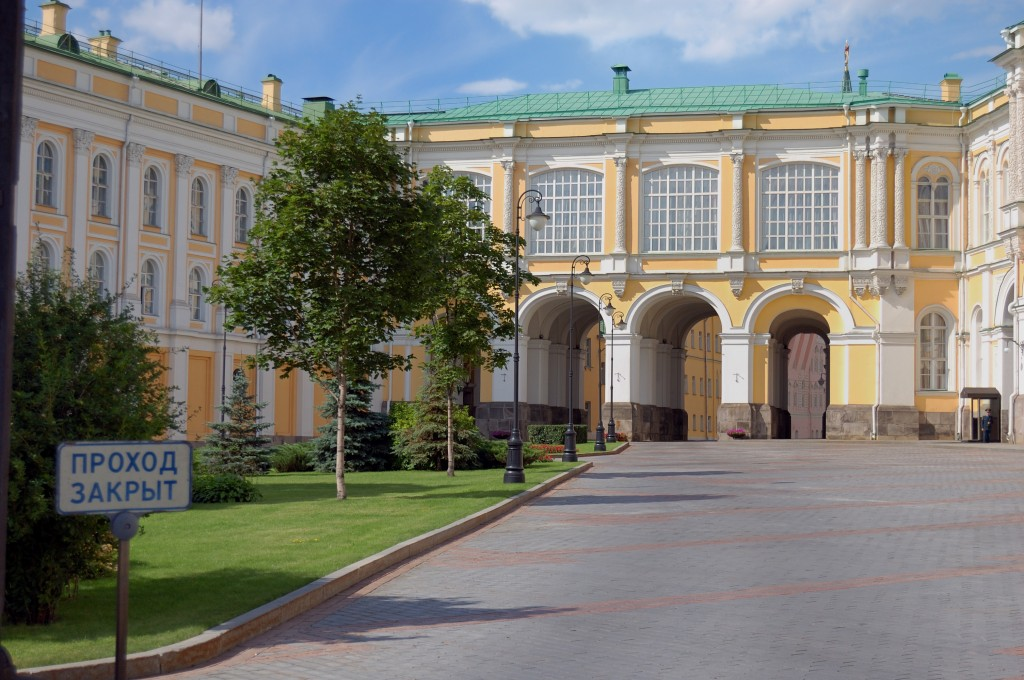
Geschlossene Übergangsgalerie zwischen dem Hauptteil des Thonschen Palastes und dem Seitenanbau, wo sich ehemals die Gemächer der Zarenkinder befanden

Die überaus erwünschte stilistische Anknüpfung an die benachbarte Kremlarchitektur versuchte Thon beim Bau des Palastes vor allem an Fassadendetails zu erreichen. Im zentralen Gebäudeteil sind es insbesondere die Kokoschnik-Ornamente an der Fassadenerhebung unter der Kuppel, deren Formen etwas an die altrussische Baukunst des 16. und 17. Jahrhunderts erinnern. Dort aufgetragen sind auch fünf Doppeladler vom russischen Staatswappen, die in den 1990er-Jahren wiederhergestellt wurden, nachdem sie von der Sowjetmacht durch Abbildungen des sowjetischen Wappens ersetzt worden waren. Schräg über den fünf Adlern sind sechs etwas kleinere Reliefabbildungen zu sehen, welche die Wappen der ehemals zum Russischen Reich gehörenden Provinzen Polen, Kasan, Moskau, Astrachan, Finnland und Tauris darstellen. Etwas an die alte Kremlarchitektur angelehnt sind auch die beiden oberen Fensterreihen des Gebäudes: Die aus weißem Kalkstein hergestellten Fensterverkleidungen erinnern in ihrer Form an die Fenster im oberen Teil des Terem-Palastes. Die Fensterreihe im unteren Gebäudedrittel unterscheidet sich indes stark von den oberen und ähnelt eher einer Arkadenreihe, wobei der Haupteingang in deren Mitte bei oberflächlicher Betrachtung kaum aufzufallen vermag.
Vom Stil her wird der Thonsche Palast meist als eine eklektische Mischung aus schlichtem Klassizismus des frühen 19. Jahrhunderts sowie Elementen der traditionellen russischen Baukunst des 16. und 17. Jahrhunderts betrachtet, auch wenn die russische Komponente hier deutlich schwächer ausgeprägt ist als bei den meisten bekannten historistischen Architekturdenkmälern Moskaus (wie etwa dem Historischen Museum am Roten Platz).

#### Inneres des großen Palastes
Der relativ schlichten Gestalt des zentralen Palastes steht sein äußerst prunkvoll ausgestatteter Innenraum gegenüber, der im Zuge der Rekonstruktion in den 1990er-Jahren zu einem Großteil dem Originalzustand des 19. Jahrhunderts nachempfunden wurde. Der Großteil der Innenarchitektur des Thonschen Palastes wurde bei dessen Bau von den Architekten Fjodor Richter und Nikolai Tschitschagow entworfen.
Das Interieur des zentralen Palastes lässt sich grob unterteilen: einerseits in den repräsentativen Teil, der für Empfänge und Feierlichkeiten genutzt wurde und wird, und andererseits in die ehemaligen Wohngemächer (sogenannte eigene Hälfte) für Zaren und deren Familienmitglieder. Die ehemaligen Wohngemächer befinden sich allesamt im Erdgeschoss des Palastes, während man im Obergeschoss vor allem die Festsäle findet – darunter vier der fünf repräsentativsten, die nach den fünf bekanntesten im Russischen Zarenreich vergebenen Staatsorden benannt wurden. Miteinander verbunden sind die beiden Geschosse unter anderem durch die große steinerne Paradetreppe vom Eingangsvestibül aus.

##### Georgssaal

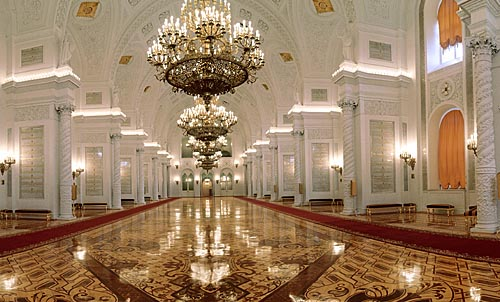
Georgssaal

Der Georgssaal (Георгиевский зал) befindet sich im Obergeschoss hinter der rechten Seitenfassade des Palastgebäudes. Der Raum ist 61 Meter lang, 20,5 Meter breit und 17,5 Meter hoch. Benannt nach der höchsten Staatsauszeichnung des Zarenreichs, dem 1769 gestifteten und für herausragende militärische Errungenschaften vergebenen Orden des Heiligen Georg (auch Georgskreuz genannt), gilt er als der prunkvollste Saal des Großen Kremlpalastes und wird seit jeher für Zeremonien der Ehrungen und höchsten Auszeichnungen verwendet. Beispielsweise wurde hier zu Sowjetzeiten der Ehrentitel des Helden der Sowjetunion verliehen; ebenso wurde hier 1961 der Raumfahrtpionier Juri Gagarin oder 1945 die Sieger im Krieg gegen Nazi-Deutschland geehrt. Zusätzlich werden heutzutage im Georgssaal internationale Konferenzen und besonders wichtige diplomatische Empfänge durchgeführt.
Das mit reichhaltigen Ornamenten ausgeschmückte Gewölbe des Georgssaals wird von 18 mächtigen Pylonen gestützt, von denen jedes im unteren Teil durch weißmarmorne Statuen des italienisch-russischen Bildhauers Giovanni Vitali ergänzt wird, die in allegorischen Figuren die Provinzen und Fürstentümer des Russischen Zarenreichs symbolisieren. Ergänzt wird dieses Ensemble durch die großen Hochreliefabbildungen des für den Orden namensgebenden Heiligen Georg an den beiden Enden des Saals: Das Motiv des reitenden Georg, der den Drachen mit einer Lanze tötet, ist in Russland weit verbreitet und stellt unter anderem auch das zentrale Stadtsymbol Moskaus dar. Erschaffen wurden die Georgsreliefe vom bekannten deutschstämmigen Bildhauer Peter Clodt von Jürgensburg. Beleuchtet wird der Georgssaal zum einen durch die beiden übereinanderliegenden Fensterreihen an seiner östlichen Wand, zum anderen durch 40 Wandleuchten sowie sechs pompöse bronzene Kronleuchter am Gewölbe, die in der St. Petersburger Gießerei von Felix Chopin gefertigt wurden und von denen jeder ein Gewicht von rund 1300 kg aufweist. Auch der Fußboden des Georgssaals ist sehr aufwändig und erinnert mit einer Reihe von Mustern aus insgesamt über 20 verschiedenfarbigen und wertvollen Holzarten an einen riesigen Teppich. An den eigentlichen Zweck des Georgssaals erinnern an seinen Wänden Marmorplatten, auf denen insgesamt über 11.000 Namen sämtlicher Träger des Georgsordens aufgetragen sind.

##### Andreassaal

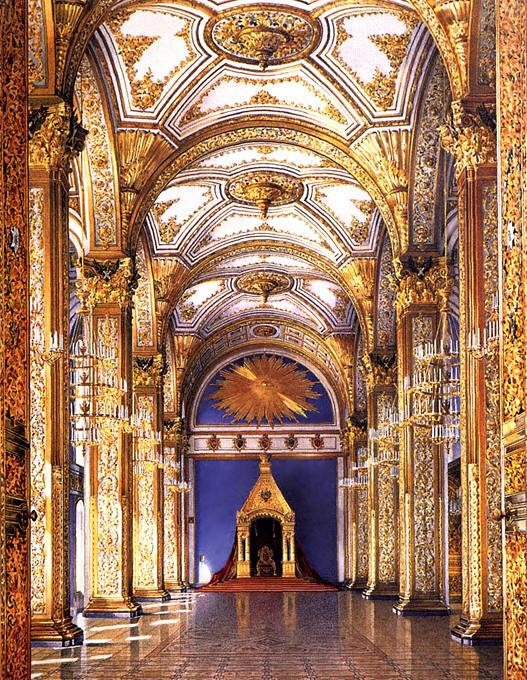
Andreassaal auf einer Zeichnung von 1849

Der Andreassaal (Андреевский зал) befindet sich ebenfalls im Obergeschoss des Palastes und erstreckt sich zusammen mit dem benachbarten Alexandersaal entlang der südlichen Hauptfassade. Er ist nach dem Orden des Heiligen Andreas des Erstberufenen benannt, der 1698 von Peter dem Großen gestiftet worden war und ausschließlich an hochrangige Militärs verliehen wurde. Entsprechend der Gestalt des Ordens – blaue Emaille-Abbildung des Andreaskreuzes sowie blaues Band zum Tragen des Ordens – wurde auch der Saal mit blauem Moiré verkleidet. Auch am Gewölbe, das ähnlich dem Georgssaal von Pylonen gestützt wird, sieht man stilisierte vergoldete Ornamente, die zwischen jedem Pylonenpaar jeweils ein Andreaskreuz bilden. Über den beiden Fensterreihen finden sich Abbildungen der Wappen von Provinzen des Zarenreichs.
Während eines Umbaus im Jahre 1934 wurde die Trennwand zwischen dem Andreassaal und dem Alexandersaal abgetragen, so dass an deren Stelle ein neuer Sitzungssaal mit einem Fassungsvermögen von über 2500 Personen entstand. Dort wurden bis in die 1980er-Jahre hinein wichtige politische Veranstaltungen durchgeführt. Im Zuge der Rekonstruktion der 1990er-Jahre wurden die beiden Säle im Ursprungszustand wiederhergestellt. In den Jahren 2000, 2004 und 2008 fanden im Andreassaal die Amtseinführungszeremonien des russischen Präsidenten statt (Wladimir Putin 2000 und 2004 bzw. Dmitri Medwedew 2008).

##### Alexandersaal

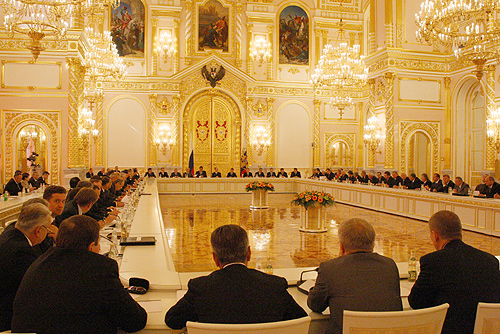
Eine Sitzung zum Kaukasus-Konflikt 2008, Alexandersaal, September 2008

Der zweite Festsaal hinter der südlichen Hauptfassade, genannt Alexandersaal (Александровский зал), erhielt in den 1990er-Jahren ebenfalls seine Originalgestalt. Benannt wurde er nach dem 1725 gestifteten Alexander-Newski-Orden, für den wiederum der kanonisierte Großfürst und Nationalheld Alexander Newski namensgebend ist. Dementsprechend ist der Alexandersaal ausgiebig mit Motiven zu dessen Leben und Wirken ausgeschmückt: Sowohl am Gewölbe als auch an den Säulen fallen zahlreiche Fresken und Reliefs auf, an denen unter anderem Szenen der von Newskis Truppen gewonnenen Schlacht auf dem Peipussee zu sehen sind. Die Wände des Alexandersaals sind mit rosafarbenem Kunstmarmor verkleidet, was ihm in Kombination mit vergoldeten Ornamenten, Bilderrahmen und Kronleuchtern die der Gestalt des Alexander-Newski-Ordens entsprechende, rot-goldene Farbgebung verleiht.

##### Katharinensaal

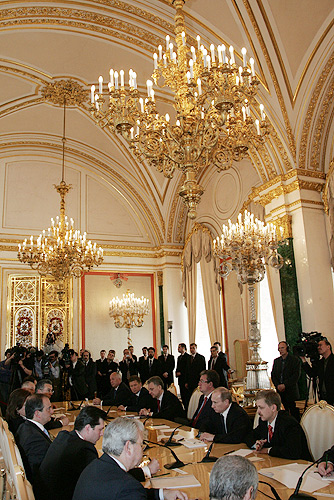
Treffen Wladimir Putins mit dem griechischen Ministerpräsidenten Kostas Karamanlis, Katharinensaal, April 2008

Den Katharinensaal (Екатерининский зал) findet man im Westteil des Obergeschosses hinter der Nordfassade des Palastes. Namensgebend für diese Räumlichkeit ist der Russische Orden der Heiligen Katharina, der 1711 von Peter dem Großen zu Ehren seiner Ehegattin Katharina I. gestiftet wurde. Dieser Orden wurde relativ selten und grundsätzlich nur an Frauen (beispielsweise für Verdienste in der Wohltätigkeit) verliehen. Entsprechend der Farbgebung dieses Ordens dominieren auch in der Ausgestaltung des Katharinensaals hellsilbrige Töne. Am Gewölbe des Saals hängen ähnlich den anderen Festsälen des Obergeschosses mehrere vergoldete bronzene Kronleuchter, deren Licht durch das von sechs in Sankt Petersburg hergestellten dekorativen Standleuchtern aus Bleikristall ergänzt wird. Eine wichtige Sehenswürdigkeit des Katharinensaals stellen darüber hinaus die das Gewölbe stützenden Pylonen dar, die mit feinen Mosaikmustern aus dunkelgrünem Malachitschotter ausgeschmückt sind.
Zu Zeiten des Russischen Zarenreiches diente der Katharinensaal als Empfangshalle für Zarengattinnen. Hier stand an der östlichen Wand früher auch der Thron der Kaiserin. Heute wird der Saal bisweilen für hohe diplomatische Empfänge und Konferenzen genutzt.

##### Wladimirsaal

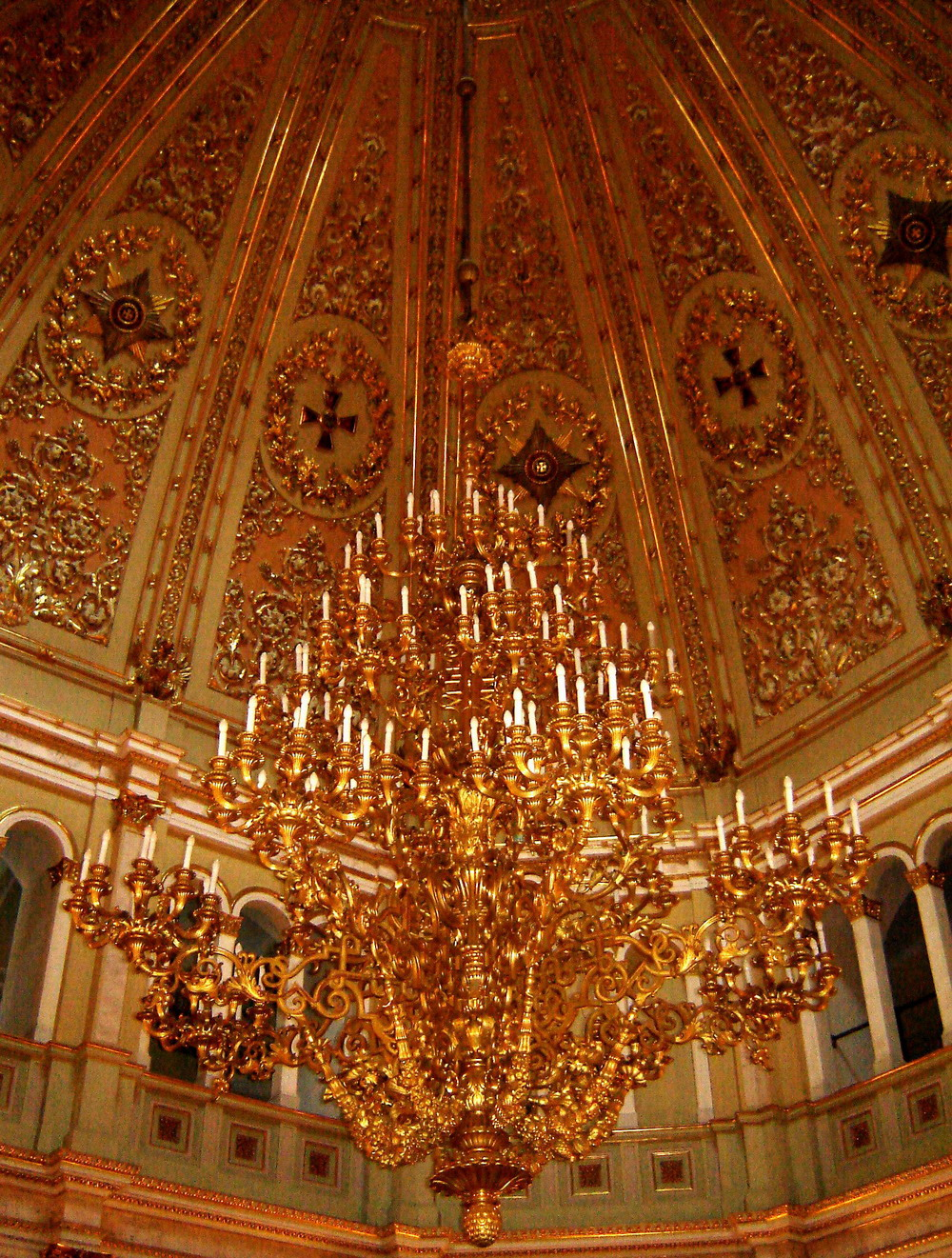
Gewölbe des Wladimirsaals

Der Wladimirsaal (Владимирский зал) liegt im Erdgeschoss des Thonschen Palastes und ist dem 1782 gestifteten Orden des Heiligen Wladimir gewidmet. Mit rund 16 Metern Breite bei einer Höhe von 18 m weist der Saal deutlich geringere Ausmaße auf als die drei Paradesäle im Obergeschoss und unterscheidet sich auch in seiner Architektur von ihnen. So bildet er unter seinem Gewölbe einen einheitlichen Raum ohne trennende Pylonen oder Säulen, der genau in der Mitte von einem mächtigen bronzenen Kronleuchter geschmückt wird. Das Tageslicht dringt nicht durch Fenster hier ein, sondern durch eine kleine verglaste Kuppel am Gewölbe. Da der Wladimirsaal im zentralen Gebäudeteil liegt, befinden sich genau hier die Verbindungsgänge zu den anderen Bauten des Palastkomplexes, nämlich zum Terem-Palast (über die Treppe), zur Heiligen Diele des Facettenpalastes und zur Goldenen Zarinnenkammer, außerdem zum Staatlichen Kremlpalast, der nicht zum Komplex gehört. Die Bogenfenster der oberen Reihe unter dem Gewölbe trennen den Wladimirsaal von der Goldenen Zarinnenkammer sowie den im Thonschen Bau aufgegangenen ehemaligen Wohn- und Dienstbauten für das Wachpersonal der Zarengemächer.

##### Privaträume der Zarenfamilie
Die als eigene Hälfte (Собственная половина) bezeichneten ehemaligen Wohn- und Aufenthaltsräume des Zaren und seiner Familie befinden sich im Erdgeschoss der Westhälfte des Gebäudes und stellen aufgrund ihrer prunkvollen Ausstattung, die beim Palastbau seinerzeit ausschließlich von russischen Meistern angewandter Künste erschaffen wurde, neben den Festsälen eine weitere Sehenswürdigkeit des Palastes dar.
Zu nennen ist unter anderem das ehemalige Kabinett des Kaisers, das sich hinter der Westfassade befindet und dessen Wände mit massivem Eschenholz verkleidet sind. Links an das zentrale Gebäude schließt sich über eine Übergangsgalerie der Seitenanbau an, in dem sich im 19. Jahrhundert Wohngemächer für die Kinder des Kaisers befanden. Von diesen Gemächern sind heute zwei besonders prunkvolle Räume – das sogenannte Silberne Gästezimmer (Серебряная гостиная) sowie die Thronfolger-Appartements (Апартаменты наследника престола) – originalgetreu erhalten geblieben. Das Silberne Gästezimmer hatte seinen Namen davon, dass dort einst die Accessoires (darunter Spiegel, Kronleuchter und einige Möbelstücke) in der Tat aus massivem Silber ausgeführt waren. Ebenfalls Bestandteil der eigenen Hälfte sind die ehemaligen Gäste-, Speise- oder Schlafzimmer an der linken Hälfte der Südfassade. Typisch für diese Räumlichkeiten sind stets massive Pylonen, die die Zimmer jeweils in mehrere Teile trennen, wobei jedes dieser Teile in seinem eigenen Stil (darunter Barock, Rokoko und Klassizismus) dekoriert und möbliert ist.

### Der Facettenpalast
Das als Facettenpalast (Грановитая палата) bekannte Haus, das sich östlich an das zentrale Palastgebäude anschließt, stellt nicht nur den ältesten Teil des Großen Kremlpalastes dar, sondern auch das älteste bis heute erhaltene profane Bauwerk Moskaus. Von außen ist der Facettenpalast an seiner südlichen sowie besonders markanten östlichen Fassade zu sehen, die sich unmittelbar am Kathedralenplatz des Kremls, zwischen der Verkündigungs- und der Mariä-Entschlafens-Kathedrale, befinden. Gerade von der Gestalt der östlichen Fassade stammt der Name ab, denn diese wird von horizontalen Reihen scharfkantiger Steine geziert, die den Eindruck einer Facettenoberfläche erwecken.

#### Geschichte und Architektur

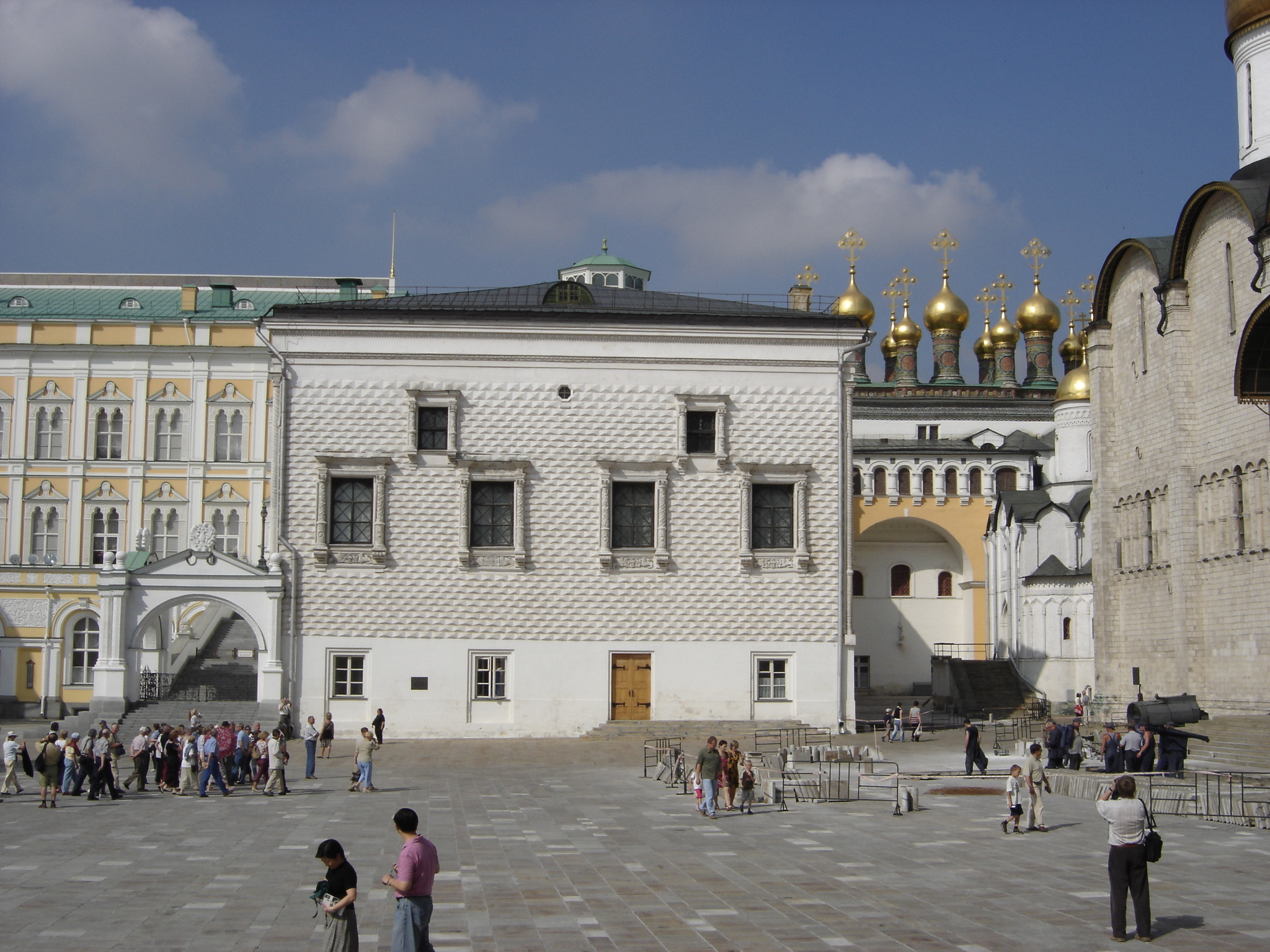
Ostfassade des Facettenpalastes

1487 ließ Großfürst Iwan III. „der Große“ den Facettenpalast als einen der ersten steinernen Bauten des Kremls errichten, nachdem eine Reihe von Feuersbrünsten die bis dahin von Holzbauten dominierte Festung immer wieder verwüstet hatte. Mit dem Bau wurden mit Marco Ruffo und Pietro Antonio Solari jene zwei italienischen Baumeister beauftragt, die im Laufe ihres Wirkens in Russland das Ensemble des Kremls mit am stärksten geprägt haben: Insbesondere wurde ein Großteil der Mauertürme des Kremls jeweils entweder von Ruffo oder von Solari entworfen. Fertiggestellt wurde der Palast im Jahre 1492 und diente fortan als die wichtigste Räumlichkeit für feierliche Empfänge des Zaren, Krönungsfeiern, Festmähler, Staatsakte und ähnliche Zeremonien. So gab es in den Wänden des Facettenpalastes auch historisch bekannte Ereignisse: Zar Iwan IV. „der Schreckliche“ ließ dort 1552 drei Tage lang seinen militärischen Sieg über das Khanat Kasan feiern, Peter I. „der Große“ feierte 1709 den Sieg über Schweden in der Schlacht bei Poltawa sowie 1721 die Unterzeichnung des Friedens von Nystad und das Ende des Großen Nordischen Krieges. Ebenfalls im Facettenpalast tagte 1654 einer der sogenannten Semski Sobors, bei dem die später mit dem Vertrag von Perejaslaw besiegelte Vereinigung Russlands mit der Ukraine beschlossen wurde.
Im Laufe der Jahrhunderte behielt der Facettenpalast im Wesentlichen seine Funktion als Fest- und Tagungsraum, auch wenn er bei Großbränden immer wieder Schäden erlitt und mehrmals in seiner Geschichte umgestaltet bzw. umgebaut wurde. Auch in jüngster Zeit werden dort, wenn auch äußerst selten, festliche Empfänge veranstaltet, so 1994 beim Staatsbesuch der britischen Königin Elisabeth II.
Obwohl das quaderförmige Gebäude von außen dreistöckig wirkt, verfügt es in Wirklichkeit über eine Etage, zu der die zwei an den Fassaden nicht immer symmetrisch angeordneten Fensterreihen gehören, sowie über ein nur für Wirtschaftszwecke verwendetes Sockelgeschoss. Die Verkleidung aller vier Fassaden des Palastes ist aus weißem Stein gehalten, was das Bauwerk zu einem der typischen Architekturdenkmäler des frühneuzeitlichen Moskowiens macht, wo der in der Umgebung seinerzeit reichlich vorhandene weiße Kalkstein neben Holz zu den am weitesten verbreiteten Baumaterialien zählte. Die namensgebenden Facetten findet man nur an der östlichen, zum Kathedralenplatz hin gewandten Fassade. An seiner Westseite schließt sich der Palast unmittelbar an das zentrale Gebäude des Großen Kremlpalastes im Bereich des Wladimirsaals an, wo auch ein Übergang zwischen den beiden Häusern existiert.

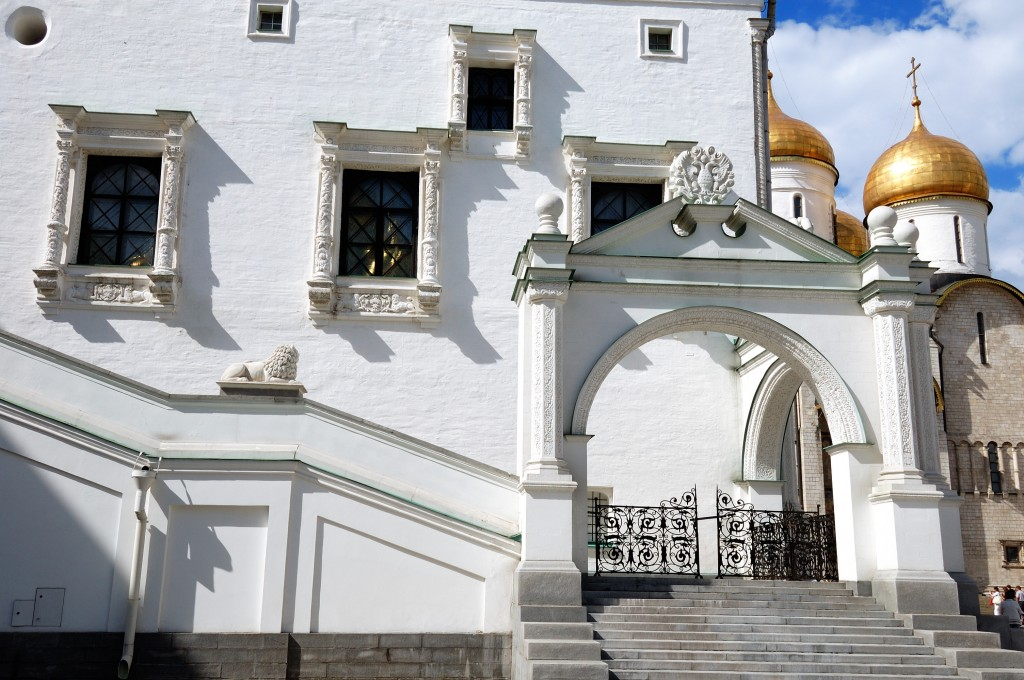
Rote Terrasse

Ein weiteres markantes Detail des Facettenpalastes ist die Außentreppe an der Südfassade, die mit stilisierten Löwenskulpturen am Geländer geschmückt ist und im unteren Teil durch zwei rechtwinklig zueinander angeordnete dekorative Portale abgerundet wird. Diese Konstruktion war seit jeher der Paradeeingang des Palastes und ist auch unter der Bezeichnung Schöne Terrasse (Красное крыльцо) bekannt. Während der wichtigen Feierlichkeiten (wie beispielsweise Zaren- und Kaiserkrönungen) erschienen hier Zaren nach dem obligatorischen Gottesdienst mit dem Kirchenoberhaupt in der benachbarten Mariä-Himmelfahrts-Kathedrale vor dem jubelnden Volk. Freilich diente diese Terrasse auch als Schauplatz weniger rühmlicher Ereignisse: So wurden hier während des Ersten Strelizenaufstandes im Jahr 1682 missliebige Bojaren von den Aufständischen ermordet, indem man sie bei lebendigem Leib auf Speeren aufspießte. In der Sowjetzeit verschwand die Schöne Terrasse für mehrere Jahrzehnte von ihrem Platz, als an ihrer Stelle in den 1930er-Jahren eine Kantine erbaut wurde. 1994 wurde diese wieder abgetragen und die Schöne Terrasse samt Treppe wiederhergestellt.

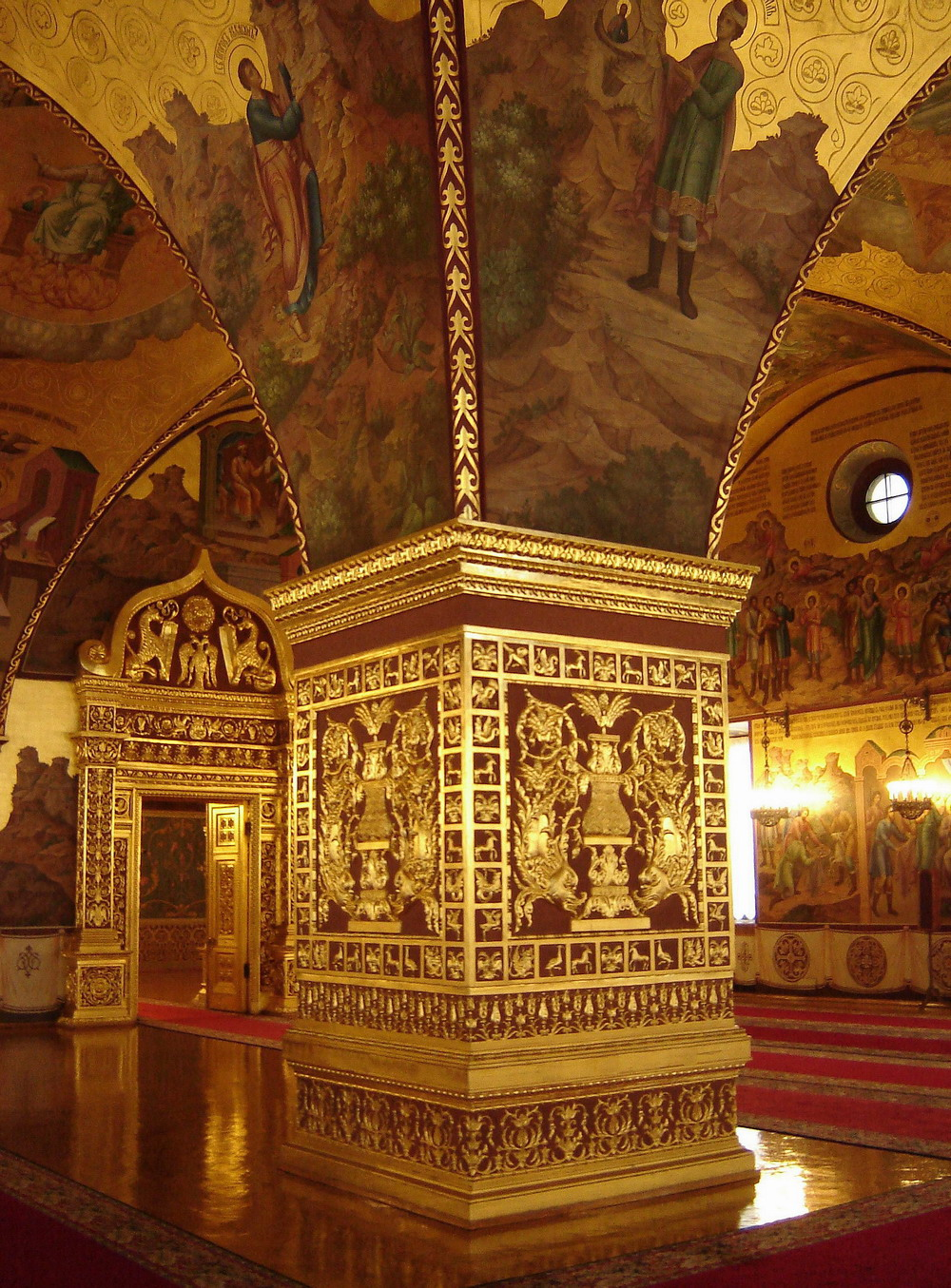
Festsaal

#### Inneres des Facettenpalastes
Der Innenraum des Palastes besteht im Wesentlichen aus zwei Paraderäumen: dem auch als Heilige Diele (Святые сени) bezeichneten Vorraum sowie dem eigentlichen Festsaal. Der Erstere verdankt seinen Namen der Tatsache, dass hier während der Krönungszeremonien die Zaren die höchsten Würdenträger der russisch-orthodoxen Kirche empfingen, welche ihnen hier ihr Segen erteilten. Besonders auffallend sind in der Heiligen Diele die drei reichlich ornamentierten, vergoldeten Türportale, die in den Festsaal des Facettenpalastes einerseits sowie in den Wladimirsaal und den Terem-Palast andererseits führen.
Der knapp 500 m² große Hauptsaal des Facettenpalastes schließt sich an die Heilige Diele an und weist eine überaus prunkvolle Architektur auf, die von ihrer Ästhetik her mit dem Interieur der Paradesäle des zentralen Palastes vergleichbar ist. Das Kreuzgewölbe des Raumes ist neun Meter hoch und stützt sich auf einen mächtigen vierkantigen Pfeiler, der in seinem unteren Teil über vergoldete Ornamentmuster ähnlich den Türportalen verfügt. Oberhalb hiervon sowie am ganzen Gewölbe und an den Wänden sieht man aufwändige Fresken mit etlichen Motiven aus der Geschichte des russischen Staates und der russischen Kirche. Ähnliche Wandmalereien gab es dort bereits Ende des 16. Jahrhunderts. Dank dem bekannten Ikonenmaler Simon Uschakow, der sie 1668 vollständig dokumentiert hat, konnten die im 18. Jahrhundert untergegangenen Werke in den 1880er-Jahren originalgetreu nachgemacht werden, was im Auftrag Alexander des III. von Ikonenmalermeistern aus Palech ausgeführt wurde.

### Der Terem-Palast

#### Geschichte und Architektur

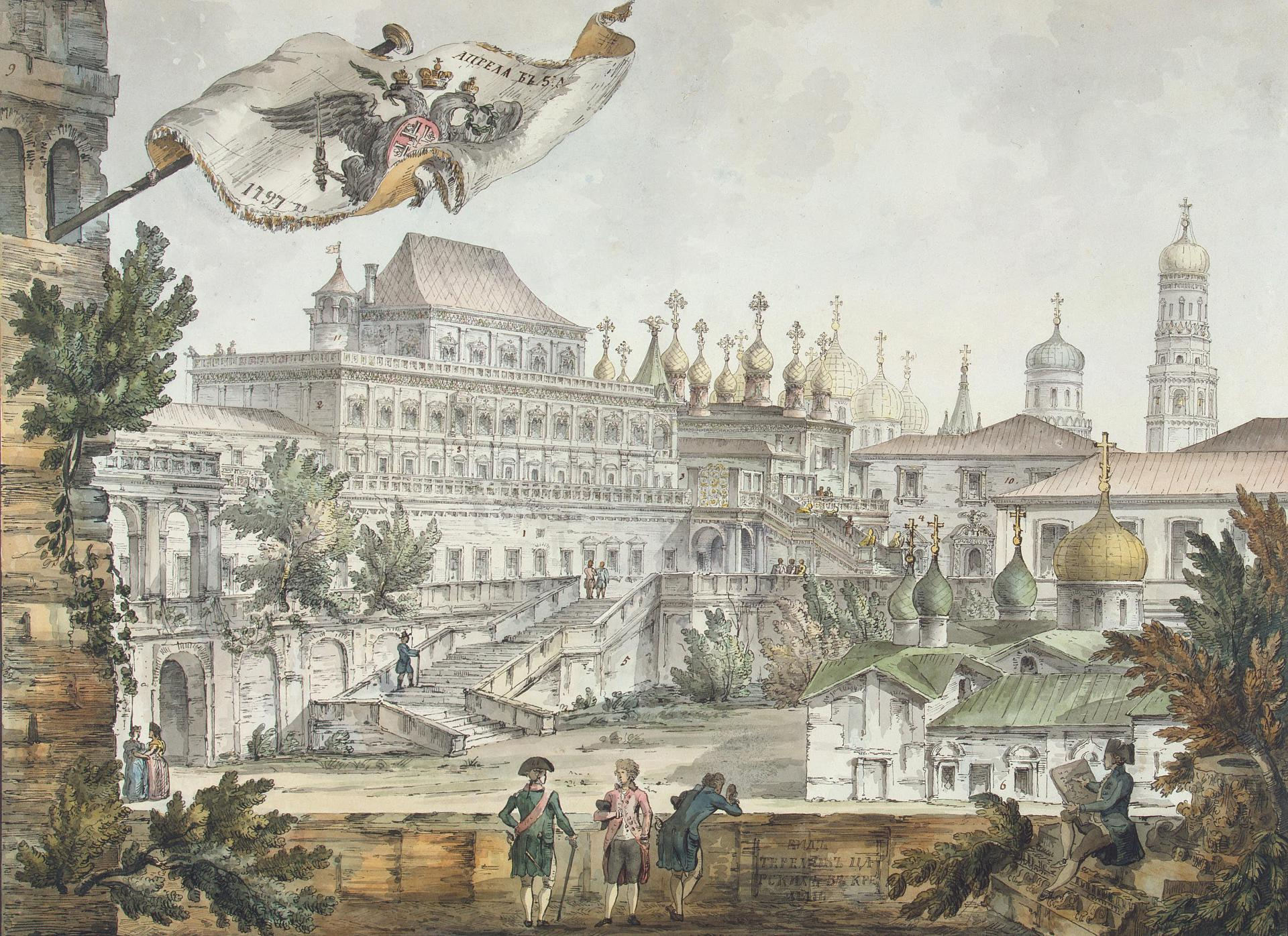
Ansicht des Terem-Palastes 1797 (Giacomo Quarenghis Vedute)

Unter den Gebäuden des Großen Kremlpalastes fällt der Terem-Palast (Теремной дворец; Terem von altgriechisch τò τέραμνον „Wohnsitz“, „Gemach“) durch seine sehr feierliche Gestalt auf, was Konstantin Thon jedoch seinerzeit nicht davon abhielt, dieses Gebäude fast komplett von den Flügeln des zentralen Palastgebäudes zu umschließen. Folglich ist der Terem-Palast, der sich mitten in einem für die Öffentlichkeit gesperrten Gebäudekomplex befindet, heute auch von außen nicht zu besichtigen. Lediglich an einer Stelle außerhalb der westlichen Kremlmauer, nahe dem Gebäude der Russischen Staatsbibliothek, eröffnet sich eine spärliche Fernaussicht auf die oberen Etagen und das Dach des Palastes.
Bei seinem Bau in den Jahren 1635–1636 war der Terem-Palast eines der ersten aus Stein errichteten Wohngebäude des Moskauer Kremls. Er ergänzte die 1508 erbauten Zarengemächer, die an der Stelle des heutigen zentralen Gebäudes des Großen Kremlpalastes standen, und diente nach seiner Fertigstellung dem damaligen russischen Zaren Michael mit seiner Familie als Wohnsitz. Im Gegensatz zum 1508 entstandenen Palast wurde der Terem-Palast ausschließlich von russischen Baumeistern erschaffen, nämlich den Architekten Antip Konstantinow, Baschen Ogurzow, Trefil Scharutin und Larion Uschakow. Eine Besonderheit des Gebäudes besteht auch darin, dass es auf einem vorher bereits bestehenden Wohnhaus, welches ebenfalls zum Komplex des alten Palastes zählte, durch Aufstockung auf insgesamt fünf Ebenen errichtet wurde. Dies erklärt auch den visuellen Unterschied zwischen den unteren und den oberen Bereichen der Fassade des Terem-Palastes: architektonisch besonders reizvoll sind seine drei oberen Stockwerke, wo insbesondere das schachbrettartig bemalte, für russische repräsentative Bauten des 17. Jahrhunderts von der Form her recht typische Zeltdach auffällt. Daneben steht eine kleine dekorative Turmkonstruktion, die ursprünglich vermutlich als Aussichtsturm genutzt wurde. Die reichlich dekorierten äußeren Wände wurden in den Farben rot, gelb und orange gehalten, die kunstvoll geformten weißen Fenstereinfassungen werden von aufwändigen roten Schnitzmustern geziert. Der gesamte obere Teil des Palastes stammt aus den Jahren 1635–1636.

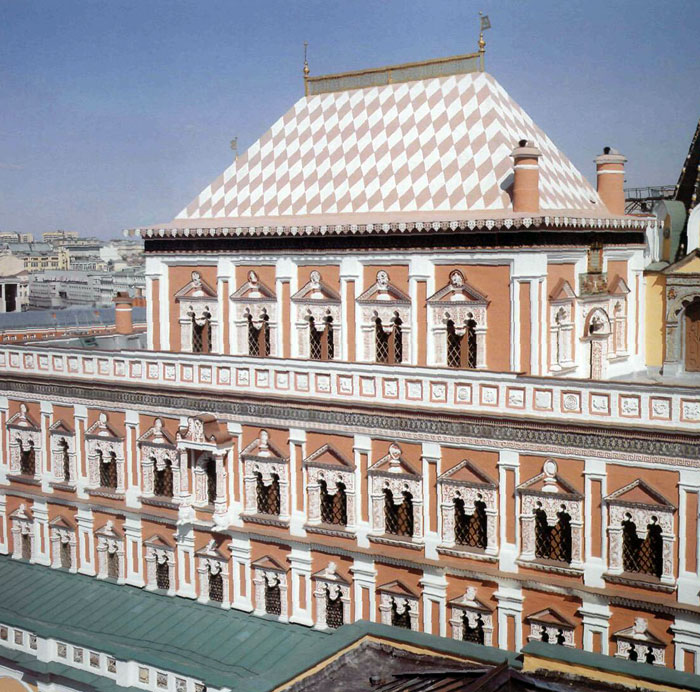
Obere Fassade des Terem-Palastes

Als Zarenresidenz diente der Terem-Palast noch bis Ende des 17. Jahrhunderts, als Russlands Hauptstadt nach Sankt Petersburg verlegt wurde. Danach geriet der Bau, wie auch die anderen ehemaligen Zarengemächer des Moskauer Kremls (bzw. das, was von ihnen nach Feuersbrünsten übrig blieb), zunehmend in Vergessenheit. Nachdem 1753 an der Stelle der alten Gemächer eine neue Kaiserresidenz nach einem Entwurf Bartolomeo Francesco Rastrellis entstand, wurde der Terem-Palast als Wohngebäude für die Dienerschaft des neuen Palastes genutzt. Im 19. Jahrhundert, als der Terem-Palast bereits Teil des Großen Kremlpalastes war, wurde in ihm unter anderem ein Archiv untergebracht. Heute ist er, wie auch der gesamte Große Kremlpalast, Teil des Dienstgebäudekomplexes des Präsidenten Russlands.

#### Innenräume
Der ehemalige Paradeeingang des Terem-Palastes wurde bei der Errichtung des Thonschen Palastes überbaut und befindet sich heute im Wladimirsaal. Eine originalgetreu nachempfundene Ausstattung findet man vor allem in den beiden oberen Stockwerken des Palastes vor, wo ursprünglich der Zar bzw. seine Söhne zu Hause waren. Das dritte Stockwerk beherbergte bis Ende des 17. Jahrhunderts den Baderaum sowie die Gemächer der Zarin, während die beiden unteren Etagen ausschließlich für Wirtschaftszwecke genutzt wurden.

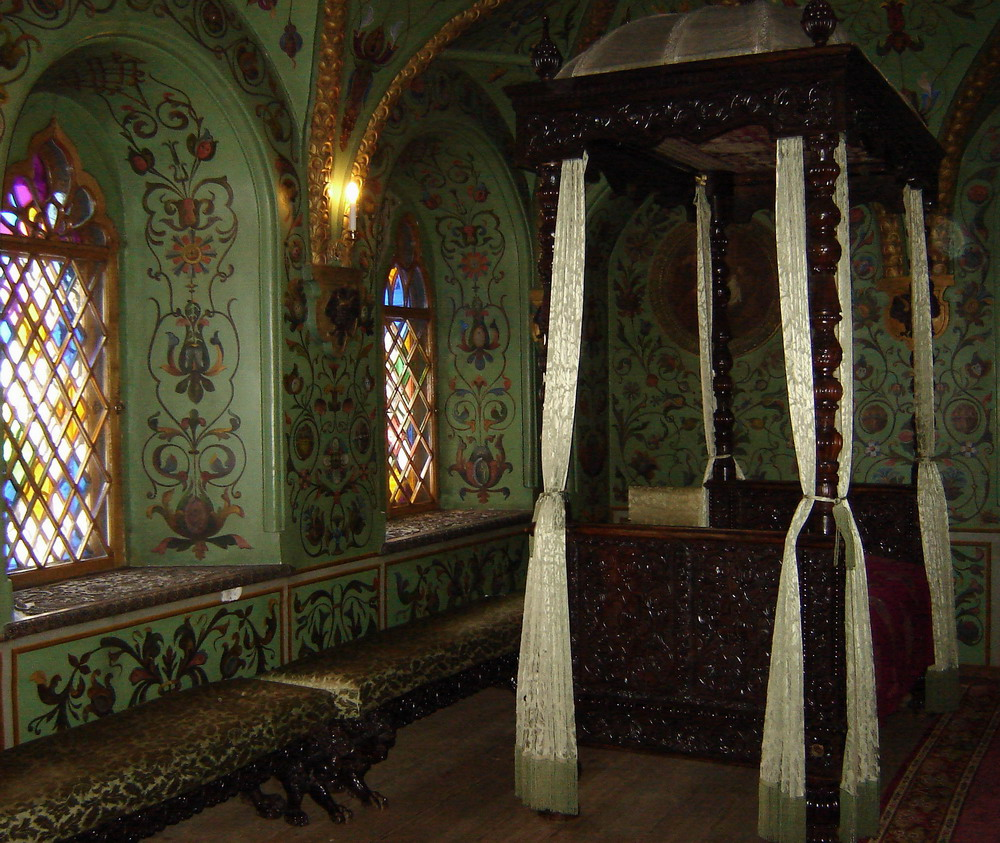
Schlafzimmer

Zu den besonders prunkvollen Räumen des vierten Stockwerks gehört das sogenannte Goldene Zimmer (Золотая комната), das als Arbeitskabinett des Zaren diente. Diesen Namen erhielt das Zimmer aufgrund seiner Wand- und Gewölbeverkleidung, die aus einem durchgehenden Lederüberzug mit goldfarbenen Malereien von Tier- und Pflanzenfiguren bestand. Im selben Raum stand einst auch der Zarenthron, oft wurden hier hochrangige Staatsbedienstete und Bojaren empfangen. Eines der Fenster des Goldenen Zimmers diente im 17. Jahrhundert dazu, dem Zaren Petitionen zu übermitteln, die von jedermann in einen speziellen Kasten eingeworfen werden konnten. Dieser wurde dann über dieses Fenster direkt in das Zarenkabinett hochgezogen.
Eine andere Gestalt hat das sich ebenfalls im vierten Stockwerk befindende Schlafzimmer (Опочивальня), das dem Zaren höchstselbst als solches diente. Die Wandverkleidung weist hier hellgrüne Töne auf und ist mit stilisierten Pflanzendarstellungen sowie vereinzelt mit Reliefmedaillons zu biblischen Motiven ausgeschmückt.
Die oberste, fünfte Ebene des Terem-Palastes wurde ursprünglich als Wohnraum für die Söhne des Zaren errichtet, später nutzte man sie auch für größere Bojarenempfänge. Sie befindet sich direkt unter dem Zeltdach und verfügt auch, da sie etwas schmaler ist als die vier darunter liegenden Ebenen, über eine offene Galerie rundherum. Der größte Raum des fünften Stocks wird auch als Teremchen (Теремок) bezeichnet.
Allen repräsentativen Zimmern des Terem-Palastes ist das Vorhandensein von Wand- und Gewölbefresken sowie an bunte Glasmalereien erinnernder Fenster aus vielfarbigen Scheiben gemein. Die Fresken stammen aus den 1870er-Jahren und wurden vom Kunstakademiker Fjodor Solnzew an Stelle der beim Großbrand während des Krieges gegen Napoleon 1812 zerstörten Originalmalereien ausgeführt. Auch die vielfarbenen Fensterscheiben gibt es hier erst seit dem 19. Jahrhundert an Stelle alter Glimmerfenster.

#### Hauskirchen

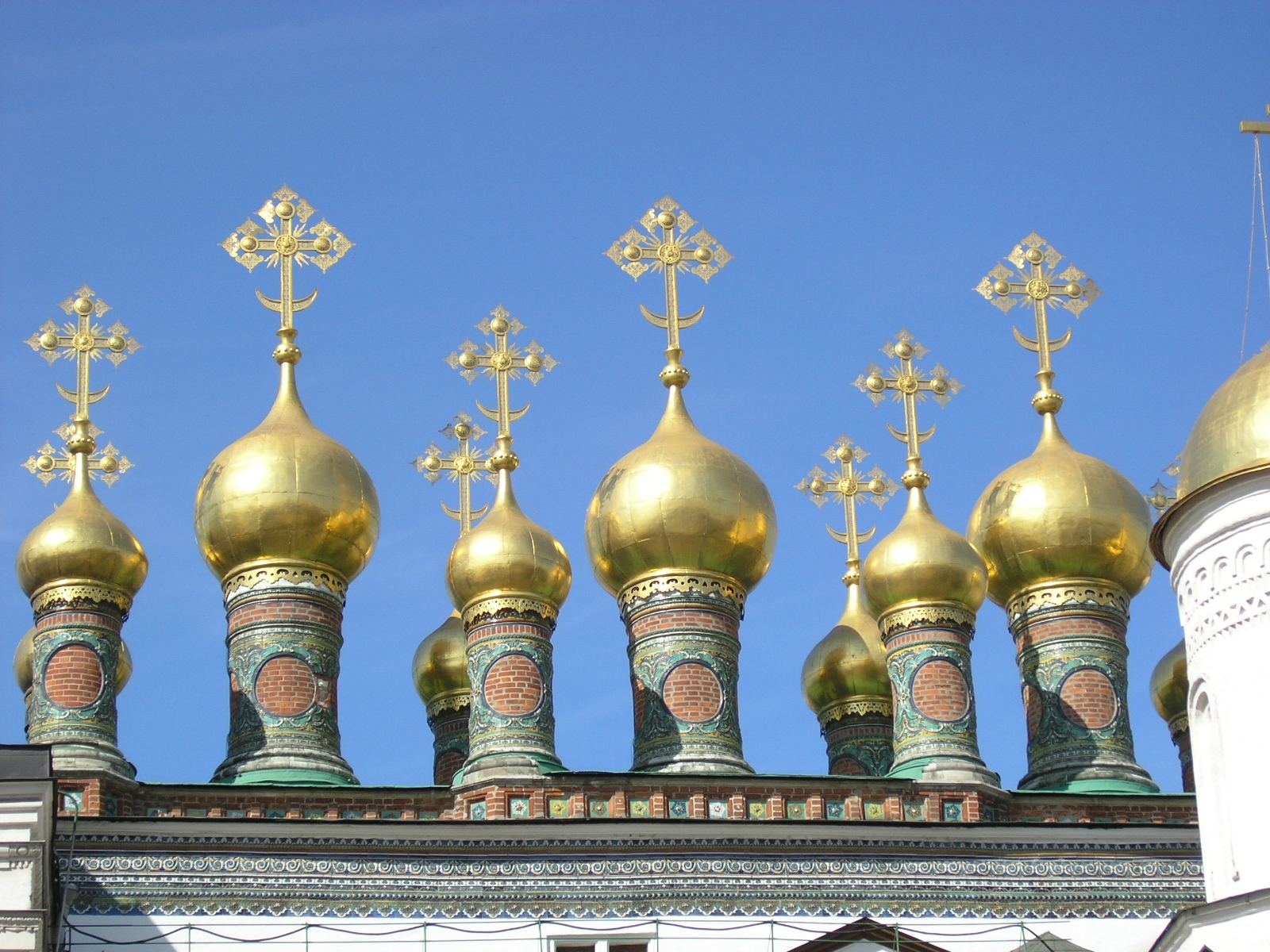
Hauskirchtürme

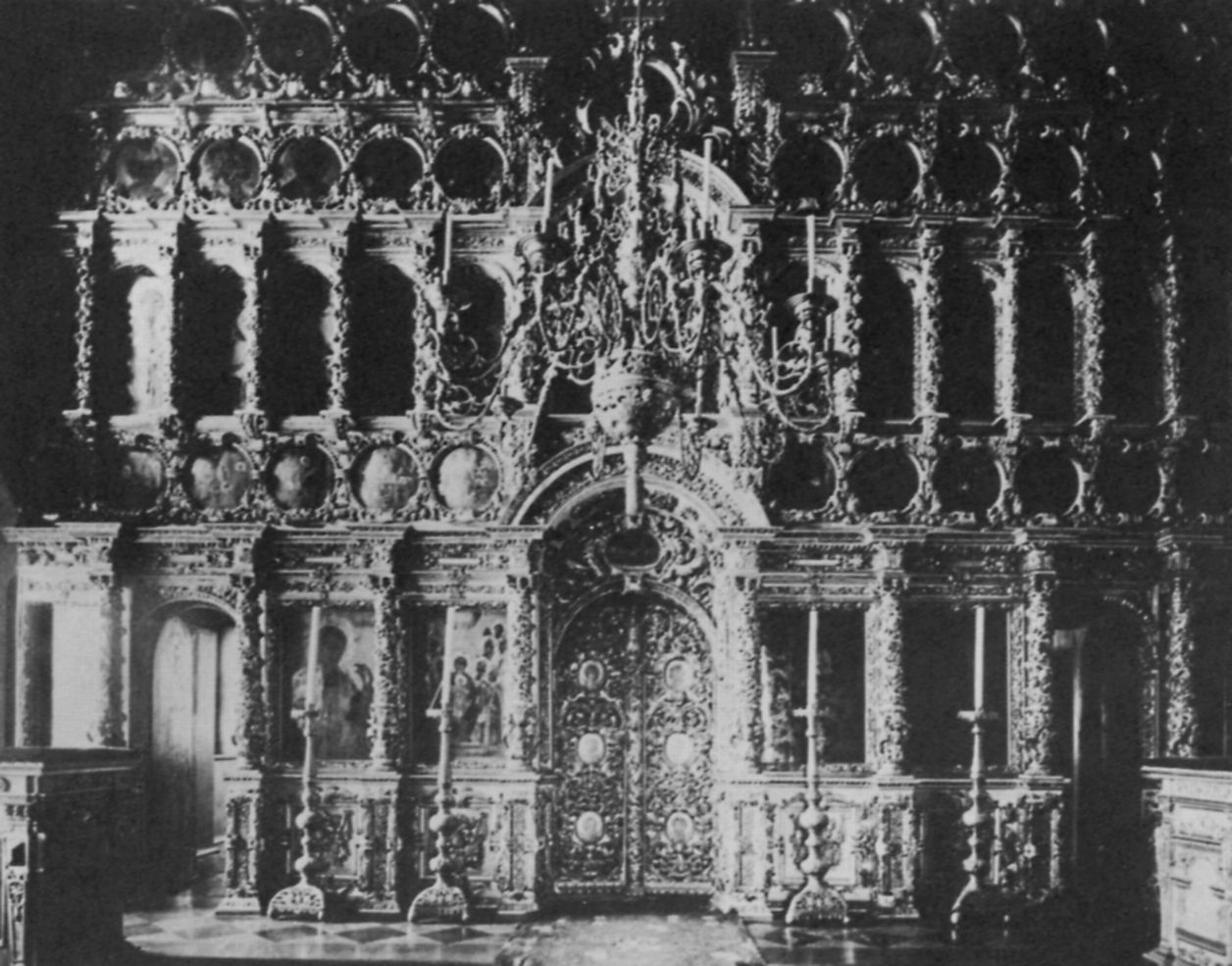
Ikonostase der Kirche der Auferstehung des Wortes (Церковь Воскресения Словущего)

Einen der Bestandteile des Terem-Palastes stellen auch die fünf kleinen Kirchenbauten dar, die vor dem Palast oder gleichzeitig mit ihm errichtet wurden und vollständig im Palastgebäude aufgegangen sind. Zu erkennen sind sie von außen durch elf schmucke dünne Zwiebeltürmchen mit vergoldeten Kuppeln, die beispielsweise vom Kathedralenplatz aus gut sichtbar sind.
Die älteste erhaltene Hauskirche ist die Gottesmutter-Geburtskirche (Церковь Рождества Богородицы), die 1514 vom italienischen Baumeister Aloisius dem Neuen an der Stelle einer seit 1360 bestehenden Holzkirche erbaut wurde und ursprünglich drei Kirchtürme hatte, seit einem Umbau 1684 jedoch nur noch einen. Bekannt ist diese Kirche vor allem dadurch, dass genau dort 1862 der Schriftsteller Leo Tolstoi seine deutschstämmige Frau Sofia Bers heiratete. Die Katharinenkirche (Екатерининская церковь) wurde 1627 von einem möglicherweise deutschstämmigen Architekten namens Jan (oder John) Thaler erbaut und ist heute von außen gar nicht zu sehen, da sie einige Jahrzehnte später durch die Auferstehungskirche (Воскресенская церковь) aufgestockt wurde. Die Obere Erlöserkirche (Верхоспасская церковь) entstand zusammen mit dem Terem-Palast, während die Kreuzigungskirche (Распятская церковь) erst 1682 über der Oberen Erlöserkirche errichtet wurde.

### Die Goldene Zarinnenkammer
Das relativ kleine Gebäude im äußersten Nordosten des Palastkomplexes und in der Nähe der Mariä-Entschlafens-Kathedrale sowie der unmittelbar angrenzenden Mariä-Gewandniederlegungs-Kirche trägt die Bezeichnung Goldene Zarinnenkammer (Золотая Царицына палата). Auch das wurde bei der Fertigstellung des Großen Kremlpalastes in den 1840er-Jahren praktisch komplett überbaut, so dass man hierhin nur noch durch den Wladimirsaal des Palastes gelangt.
Das genaue Entstehungsjahr der Kammer ist nicht bekannt, vermutlich wurde sie aber in der Herrschaftszeit Fjodor I., somit im späten 16. Jahrhundert, errichtet und diente zu jener Zeit als Wohn- und Empfangsraum für dessen Gattin (Zarin) Irina Fjodorowna, zugleich Schwester des späteren Zaren Boris Godunow. Im Innenraum der Zarinnenkammer befindet sich ein recht großzügiger Empfangssaal, dessen Wände mit zahlreichen Porträts bekannter Zarinnen und Fürstinnen des christlich-orthodoxen Kulturkreises ausgeschmückt sind. Der Ausführung dieser Malereien auf einem goldfarbenen Hintergrund verdankt das Bauwerk wahrscheinlich auch seinen Namen.